# Sulejówek
Sulejówek là một thị trấn thuộc huyện Miński, tỉnh Mazowieckie ở trung-đông Ba Lan. Thị trấn có diện tích 19 km². Đến ngày 1 tháng 1 năm 2011, dân số của thị trấn là 19120 người và mật độ 990 người/km².